# Língua kwaio
A língua kwaio, também chamada de koio, welakau ou fataia, é uma língua austronésia, do ramo oceânico, falada pelo grupo étnico de mesmo nome na ilha de Malaita, das Ilhas Salomão, que conta com cerca de 22.400 pessoas. 
O povo kwaio não foi alvo de muitos estudos sociais, e os principais materiais sobre a língua são os livros de Roger Keesing, um antropólogo que se dedicou a conhecer e documentar a etnia, sua cultura e sua língua, sobretudo nas décadas de 70 e 80. Há também uma tradução do Novo Testamento em kwaio, publicada em 2014, sob o título de Fatalana God ("Linguagem de Deus"). Em razão de diversos problemas durante a colonização britânica, muitas famílias sequer aceitam visitas e têm uma certa aversão pelo "homem branco".
Os kwaio são um dos poucos grupos étnicos melanésios a ter preservado sua cultura e forma de vida tradicional, mantendo sua língua viva e sem muitos riscos. O culto aos ancestrais é largamente praticado, e afeta diretamente na estrutura social e na língua: certos ancestrais (em kwaio: adalo), se tornam tão importantes que, como forma de respeito, deixam de ter seu nome dito diretamente. Como os nomes vêm de palavras comuns, é possível que as palavras que os originaram se tornem tabus (em kwaio: abu), devendo ser substituídas por sinônimos para não desrespeitar o adalo e evitar sua ira contra seus descendentes.
A língua tem fonologia e escrita relativamente simples, já que tem apenas 18 sons consonantais, sendo um deles não-fonêmico, e 5 sons vocálicos, utilizando 18 letras do alfabeto latino para representá-los, além do apóstrofo, três dígrafos e um trígrafo. Assim como em outras línguas oceânicas, a gramática do kwaio se fundamenta na interação entre bases e partículas, tem um alinhamento nominativo-acusativo e a ordem normalmente é SVO.

## Etimologia
A etimologia da palavra kwaio é incerta. As primeiras aparições do termo em livros datam a década de 1920, com o uso do termo koio, designação em kwara'ae. Algumas teorias e suposições quanto à origem do termo existem, como uma que diz que este teria vindo de kwai'o (algo como "te atingir"), mas a teoria foi apontada por Keesing como "palpavelmente falsa".
Outros termos usados para denotar a língua são fataia e welakau. Fataia é a palavra kwaio para "arbusto", nesse caso, significando o interior da ilha. É um termo que se destaca ao ser comparado com seus equivalentes em línguas próximas, que se aproximam mais da raiz tolo. Welakau (wela kau ou ainda wela ka'u) é uma expressão kwaio que significa algo como "ei, você!"

## Distribuição
A língua kwaio é falada na região central de Malaita, uma das Ilhas Salomão. Dados precisos sobre população são difíceis, pois há grupos que vivem em locais isolados, e alguns rejeitam contato com o exterior, mas dados de 2019 apontam uma estimativa de 22.400 falantes nativos da língua.
Os kwaio são um dos poucos grupos étnicos melanésios que conseguiram conservar sua tradição, tendo um grande número de famílias que rejeitaram o cristianismo e a vida moderna. Muitos grupos ainda vivem em lugares remotos e de difícil acesso, alguns grupos sequer aceitam contato com estrangeiros. Algumas pessoas têm o pijin, língua franca do país, como segunda língua.

### Dialetos
Keesing descreve três dialetos em suas obras: o kwareuna, falado no noroeste, o siesie, falado no sudeste, e o xwaio, falado no leste da região habitada pelos kwaio, referido como o "coração" da região por ser a zona com a maior população. Os livros do antropólogo relatam principalmente o dialeto xwaio, enquanto o siesie não foi devidamente estudado por ele. Duas diferenças notáveis entre o xwaio e o kwareuna são o uso de fricativas [x] e [xʷ] no lugar de /k/ e /kʷ/ no xwaio, e uma aparente distinção fonêmica entre os fones [l] e [ɾ] no kwareuna. Além disso, em algumas palavras o xwaio tende a alterar a raiz do proto-malaitano setentrional, enquanto o kwareuna tende a manter a forma original:
| PMS      | Kwareuna | Xwaio   | Português |
| -------- | -------- | ------- | --------- |
| *fa'inia | fa'inia  | fe'enia | com       |
| *fau     | fau      | fou     | pedra     |
| *mauri   | mauri    | moori   | viver     |
| *daŋa    | danga    | gana    | dia       |

### Línguas relacionadas
Não há estudos a fundo visando uma subdivisão precisa das línguas de Malaita, mas ainda é possível agrupá-las:
| setentrional |          |
|              |          |
| meridional   | 'are'are |
|              | 'are'are |

| setentrional |          |
|              |          |
| meridional   | 'are'are |
|              | 'are'are |

| setentrional |          |
|              |          |
| meridional   | 'are'are |
|              | 'are'are |

| setentrional |          |
|              |          |
| meridional   | 'are'are |
|              | 'are'are |

|  | to'abaita |
|  |           |
|  | baelelea  |
|  |           |
|  | baegu     |
|  |           |
|  | lau       |
|  |           |
|  | fataleka  |
|  |           |

|  | kwara'ae |
|  |          |
|  | wala     |
|  |          |

|  | kwaio                                                      |
|  |                                                            |
|  | \| \| kware kwareo \| \| \| \| \| \| kwaikwaio \| \| \| \| |
|  |                                                            |
|  | kware kwareo                                               |
|  |                                                            |
|  | kwaikwaio                                                  |
|  |                                                            |

|  | kware kwareo |
|  |              |
|  | kwaikwaio    |
|  |              |

|  | to'abaita |
|  |           |
|  | baelelea  |
|  |           |
|  | baegu     |
|  |           |
|  | lau       |
|  |           |
|  | fataleka  |
|  |           |

|  | kwara'ae |
|  |          |
|  | wala     |
|  |          |

|  | kwaio                                                      |
|  |                                                            |
|  | \| \| kware kwareo \| \| \| \| \| \| kwaikwaio \| \| \| \| |
|  |                                                            |
|  | kware kwareo                                               |
|  |                                                            |
|  | kwaikwaio                                                  |
|  |                                                            |

|  | kware kwareo |
|  |              |
|  | kwaikwaio    |
|  |              |

O kwara'ae e o 'are'are são praticamente ininteligíveis para os falantes da língua kwaio, enquanto o kwarekwareo (ou doori'o), falado na costa oeste da região de kwaio e o kwaikwaio, falado na costa leste, são por vezes retratados como dialetos. Estudos comparativos entre as línguas malaitanas e agrupamentos detalhados são pouco elaborados, mas é possível comparar algumas palavras das línguas:
| Kwaio  | 'Are'are | Kwara'ae | Wala   | Português     |
| ------ | -------- | -------- | ------ | ------------- |
| 'ae    | 'a'e     | 'ae(na)  | 'a'ae  | perna, pé     |
| abu    | aapu     | aabu     | abu    | sagrado, tabu |
| kafu   | wai      | kafo     | kwai   | água, rio     |
| rua    | rua      | ro       | rua    | dois          |
| ba'ita | paina    | doe      | ba'ela | grande        |

## História

### Povo kwaio
Os kwaio são uma etnia composta de famílias que habitam a região central da ilha de Malaita, do litoral leste, abrangendo as regiões de Uru, Sinalagu e 'Oloburi, até a região de Baunani no litoral oeste, próximo dos 'are'are (pelo sul) e dos kwara'ae (pelo leste). Antes dos contatos com europeus, os kwaio eram um povo que vivia na mata e cultivava taro. Os territórios são fortemente divididos entre família e clãs, e o povo, assim como outros de Malaita, tem uma forte ligação social e religiosa com a ancestralidade.
Na cultura kwaio, há também uma forte separação por gênero, o que se evidencia ao considerar que mulheres devem se isolar em cabanas específicas em seu período menstrual, pois elas são consideradas impuras durante esse período. A divisão em famílias é patrilinear, ou seja, uma pessoa herda a família de seu pai. Mesmo assim, ainda pode haver uma certa ligação com a família materna, apesar de ser mais fraca, então os rituais de uma família podem ainda ser compartilhados por parentes distantes com uma ligação vinda da parte materna.
A religião kwaio se baseia na interação dos vivos com o mundo espiritual, através de seus ancestrais (em kwaio: adalo). Essa interação é mediada por um sacerdote. Os ancestrais podem conceder a mana (em kwaio: nanamangaa), pela qual os vivos são abençoados com sucesso na vida, no trabalho, riquezas e em batalhas, quando estão satisfeitos com o cumprimento correto dos rituais  e observação dos tabus. O não cumprimento dos rituais ou o desrespeito aos tabus leva a punições por parte dos adalo, como eles têm poder apenas sobre seus descendentes, um desrespeito cometido por uma pessoa externa leva a uma punição aos descendentes, o que faz com que estes tenham que evitar esse desrespeito e preservar a memória de seus ancestrais.
Há diferentes níveis de poder e importância entre os adalo, que podem ser influenciados por diversos fatores como a importância em vida, a forma da morte, a distância de gerações ou outros fatores. Os adalo costumam ser referenciados por pseudônimos como forma de respeito ao seu nome. No entanto, como os nomes kwaio vêm de bases da língua, em certos casos o nome se torna um tabu (em kwaio: abu) e a base, uma das bases, ou ainda a construção usada na formação do nome desse adalo deixam de ser usadas na língua. De um ponto de vista religioso, esse tabu vem de uma decisão do próprio espírito ancestral, e seu uso desperta a ira do adalo, o que deve ser entendido por meio de adivinhação.
Há alguns critérios para que a base se torne de fato um tabu, como a sua frequência nos nomes de outras pessoas (pois estas teriam que mudar seu nome) a frequência da base na língua, e a possibilidade de substituição para a base em questão. Em resumo, se o nome de um adalo com uma grande importância tem uma base que não é comum em outros nomes ou frequente no dia-a-dia, tem um substituto disponível e não faz parte de uma lista de palavras centrais da língua (como partículas, numerais ou partes do corpo), a chance de essa base se tornar um tabu é alta. Caso contrário, a chance é baixa, a menos que o adalo seja extremamente sacramentado por aquela descendência.

### Primeiros contatos com europeus

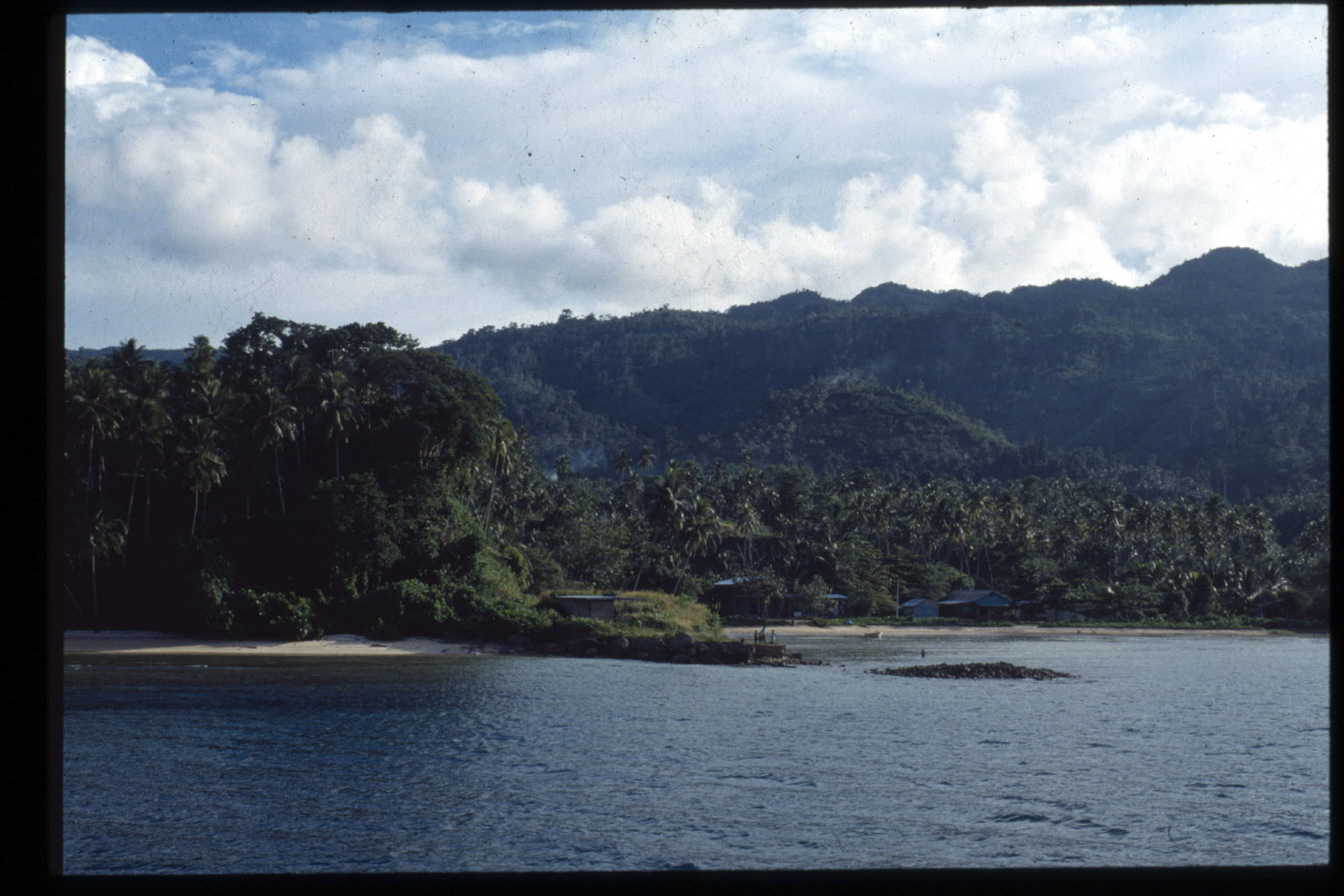
Paisagem da ilha de Malaita, terra natal dos kwaio

A Oceania foi o último continente a ser colonizado pelos europeus. A primeira chegada de um europeu às Ilhas Salomão foi em 1568, e o protetorado britânico só foi ser declarado em 1893. Apesar de relativamente recente, a relação entre o poder colonial e os kwaio foi conturbada e passou por conflitos.
Os primeiros contatos de europeus com influência sobre o povo nativo de Malaita começou por volta de 1869, quando as pessoas da ilha eram levadas em massa para o Fiji e, posteriormente, para Queensland para trabalhar, sendo a região de Sinalagu o porto para o "recrutamento". No entanto, os europeus não chegavam a explorar em terra firme nessa época, e esse recrutamento não era bem recebido, sendo marcado por episódios esporádicos de violência. Com esse contato, ferramentas de aço e rifles começavam a ser introduzidas na cultura dos povos nativos, além de batatas-doces, tabaco, e algumas conversões ao cristianismo e batismos. Quando o recrutamento foi proibido em 1903, a SSEM acompanhou os seus fiéis de volta à ilha, formando o primeiro grupo cristão naquela terra.

### O massacre em Malaita

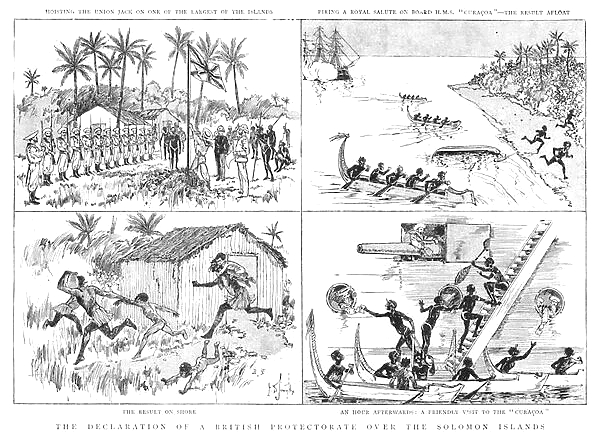
"A Declaração de um Protetorado Britânico sobre as Ilhas Salomão", ilustração feita para o The Graphic

Em 1909 uma sede do governo foi instalada em Auki, para intensificar a imposição da Pax Britannica. Esse governo causou revolta nos povos nativos, até que, durante uma coleta de impostos, alguns homens assassinaram o chefe do distrito, William Bell, e mais 12 pessoas da polícia em Sinalagu em outubro de 1927. Após esse evento, muitas famílias fugiram para a SSEM, e outros se isolaram ainda mais na mata, com medo da punição que se seguiria. O governo iniciou uma expedição punitiva com ex-policiais, sobreviventes e voluntários, guiada por professores da missão, e levando de lá consigo voluntários e nativos refugiados como carregadores. Cerca de 50 homens, mulheres e crianças foram mortos, e a patrulha destruiu suas vilas, jardins, criações de porcos e locais sagrados. Com o tempo, a maior parte dos envolvidos no assassinato foram capturados ou mortos, junto com muitos inocentes que foram acusados injustamente.
Após esse massacre, os nativos que se juntaram à missão evangelística tiveram medo de voltar ao interior e sofrer com a ira dos ancestrais, já que tinham convivido com mulheres em período menstrual e durante o parto, o que vai contra as suas regras de pureza. Gradualmente, cerca de dois terços dos nativos refugiados pela missão puderam retomar suas terras, enquanto aqueles que haviam fugido para o interior mantinham consigo um medo e sede de vingança do "homem branco". Esses conflitos foram amenizados apenas recentemente, no fim da última década, mas alguns grupos ainda não aceitam visitas externas.

### Maasina ruru

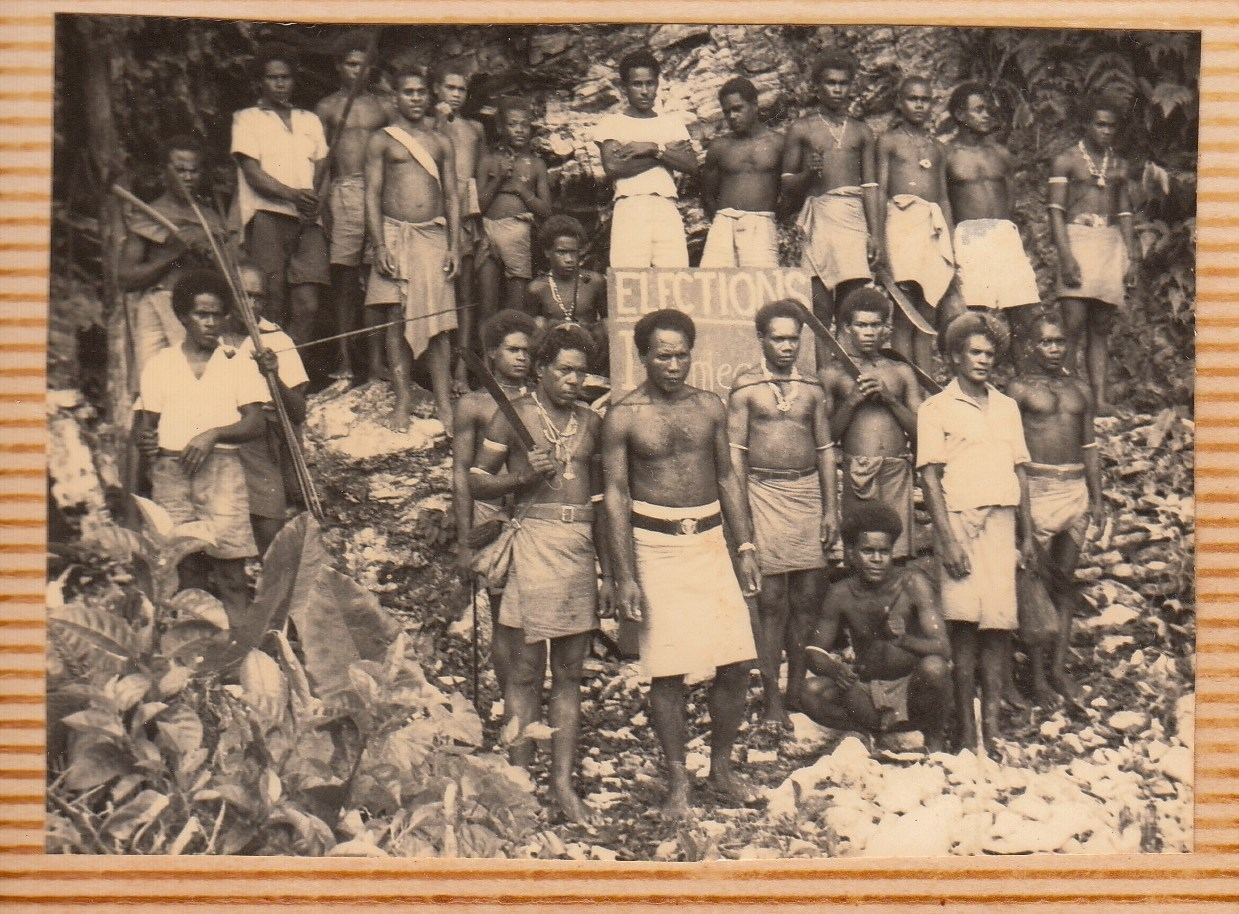
Votantes em Gwee'abe, Sinalagu, região leste de kwaio, durante as eleições do Conselho de Malaita.

Na década de 30, a SSEM teve um relativo sucesso com alguns grupos que haviam voltado ao interior, sobretudo em razão de doenças até então sem cura, que tornava a igreja uma última opção. No entanto, a Segunda Guerra Mundial interrompeu os trabalhos de evangelização. Durante a guerra, mais especificamente a partir de 1943, começou a emergir entre os povos malaitanos a maasina ruru, um movimento, sobretudo, de emancipação e independência política e cultural contra a colonização britânica.
O nome veio do 'are'are: ma'asina pode ser traduzido como "irmão", "primo", ou, por extensão, "parente" ou "amigo próximo", tendo o sentido de irmandade. ruru denota algo como uma reunião de trabalhadores. Maasina ruru pode ser traduzido como "a regra da relação entre os irmãos juntos". A pronúncia varia entre as línguas próximas: maasina ruru em kwaio e 'are'are, maasing rul em kwara'ae, e maasina rule em inglês.

### Roger Keesing
A maior parte do material de estudo e da documentação sobre a língua kwaio e seus falantes hoje existe graças ao antropólogo Roger Martin Keesing e seu trabalho de campo realizado de 1967 a 1969 entre os kwaio de Sinalagu, apoiado pelo Instituto Nacional de Saúde Mental e a Fundação Nacional de Ciência dos Estados Unidos, além do Conselho de Pesquisas em Estudos Sociais. Além de artigos sobre o conceito de cultura, antropologia e etnografia, o extenso corpus literário de Keesing conta com obras que detalham a forma de vida, a história, a estrutura social, a religião, a relação com o cristianismo e a língua dos povos malaitanos, com um foco específico no povo kwaio e em sua língua, frutos de quase 20 anos de estudos sociais com o povo, além de ele ter editado e publicado a autobiografia de Jonathan Fifi'i, um dos mais importantes líderes kwaio e membro fundador da maasina ruru. Seu dicionário (1975) e seu livro de gramática (1985) do kwaio são ainda a mais completa forma de documentação da língua.

## Fonologia

### Consoantes
O kwaio tem um inventário de 17 fonemas consonantais:
|           |            | Bilabial | Alveolar | Velar | Labializada | Glotal |
| --------- | ---------- | -------- | -------- | ----- | ----------- | ------ |
| Plosiva   | vozeada    | b        | d        | g     | gʷ          |        |
| Plosiva   | desvozeada | p        | t        | k     | kʷ          | ʔ      |
| Nasal     | Nasal      | m        | n        | ŋ     | ŋʷ          |        |
| Fricativa | Fricativa  | f        | s        |       |             |        |
| Líquida   | Líquida    |          | l / ɾ    |       |             |        |
| Semivogal | Semivogal  | w        |          |       |             |        |

- a distinção entre /l/ e /ɾ/ depende da vogal seguinte: /ɾ/ antes das vogais fechadas /i/ e /u/, e /l/ antes das vogais abertas e médias /a/, /e/ e /o/;
- as plosivas vozeadas /b/, /d/, /g/ e /gʷ/ são pré-nasalizadas, sendo pronunciadas [mb], [nd], [ŋg] e [ŋgʷ], respectivamente, exceto quando ocorrem no início de uma frase ou de uma palavra pronunciada isoladamente;
- as consoantes labializadas só ocorrem antes das vogais /a/, /e/ e /i/;
- no dialeto xwaio, as plosivas /k/ e /kʷ/ são pronunciadas como [x] e [xʷ], respectivamente;
- o som labiodental /f/ pode ser pronunciado como [ɸ] por alguns falantes; também é possível um [v] ou até [β].

### Vogais
O inventário vocálico do kwaio é simples, tendo apenas cinco vogais:
|         | Anterior | Central | Posterior |
| ------- | -------- | ------- | --------- |
| Fechada | i        |         | u         |
| Média   | e*       |         | o         |
| Aberta  |          | a       |           |

/e/ tem um som mais aberto e relaxado [ɛ] quando átono, e mais fechado e tenso [e] quando tônico.

### Fonotática
As palavras em kwaio podem ser divididas em morfemas, que podem ter até duas sílabas, ou até quatro em caso de reduplicação, com algumas exceções. A forma básica das sílabas em kwaio é (C)V. Toda sílaba termina por uma vogal, não há encontros consonantais e encontros vocálicos são tratados como hiatos, por serem apenas resultado da perda de consoantes intervocálicas. As raízes não duplicadas podem ter até duas sílabas, se encaixando na forma CV, V, CVCV, CVV, VCV ou VV. Em bases começadas por vogais pronunciadas isoladamente ou no começo do enunciado, a primeira vogal é alongada.

### Tonicidade
Para a análise da sílaba tônica, deve-se analisar cada base: cada uma tem seu acento na penúltima sílaba, e a penúltima sílaba da palavra tem um acento mais forte. Exemplos: abu [ˈaambu], fa'aabua [ˌfaʔaaˈmbua], labute'enia [ˌlambuˌteʔeˈnia]. No entanto, há exceções para essa regra: verbos na forma CVV com um sufixo pronominal não movem a sílaba tônica, mantendo-a na penúltima sílaba da base (exemplo: dau [ˈdau] → daua [ˈdaua]). Além disso, há palavras consideradas "não analisáveis", normalmente palavras trissílabas com padrão irregular, como adalo [ˈaaˈndalo], ba'ekwa [ˈbaˈʔekʷa], e fanua [ˈfaˈnua] ("local", "território").

### Reduplicação
As regras para a reduplicação dependem basicamente na distribuição silábica das bases:
- bases no formato VCV tem uma reduplicação total. Caso a primeira vogal seja frontal (e ou i), a segunda vogal é trocada: (aga → agaaga, olo → oloolo, eno → eneeno, ori → oriori);
- bases no formato CVCV repetem a primeira sílaba com a vogal duplicada (leka → leeleka, lama → laalama), apesar de haver algumas raras palavras com duplicação total (bono → bonobono, rumu → rumurumu);
- normalmente, bases no formato CVV sofrem reduplicação total (fai → faifai, waa → waawaa, 'ai → 'ai'ai), mas há também um padrão alternativo CV1V2 → CV1V1CV1V2 ('ae → 'aa'ae, riu → riiriu);
- bases trissílabas costumam surgir de sufixação a bases dissílabas, e seguem a regra das bases CVCV (tegela → teetegela) ou sofrem reduplicação total das duas primeiras sílabas (ba'ita → ba'iba'ita).

## Ortografia
Atualmente, são utilizadas 18 letras do alfabeto latino mais o apóstrofo para representar os 23 sons da língua kwaio. O fato da língua ter poucas vogais e nenhum encontro consonantal facilita o uso de dígrafos para a representação dos sons, ao invés de usar diacríticos ou caracteres especiais, que tornariam mais difícil o aprendizado e o uso da escrita da língua por seus falantes nativos.
| Kwaio | AFI  | Aproximação com o português                          |
| ----- | ---- | ---------------------------------------------------- |
| a     | /a/  | a, como em alto                                      |
| b     | /b/  | b, como em baixo                                     |
| d     | /d/  | d, como em dedução                                   |
| e     | /e/  | e, como em texto                                     |
| f     | /f/  | f, como em falso                                     |
| g     | /g/  | g, como em garça                                     |
| gw    | /gʷ/ | gu, como em água                                     |
| i     | /i/  | i, como em típico                                    |
| k     | /k/  | c, como em carro                                     |
| kw    | /kʷ/ | qu, como em aquário                                  |
| l     | [l]  | l, como em lado                                      |
| m     | /m/  | m, como em mão                                       |
| n     | /n/  | n, como em nação                                     |
| ng    | /ŋ/  | como no inglês doing                                 |
| ngw   | /ŋʷ/ | como no inglês doing, mas com os lábios arredondados |
| o     | /o/  | o, como em mosca                                     |
| p     | /p/  | p, como em parque                                    |
| r     | [ɾ]  | r, como em arara                                     |
| s     | /s/  | s, como em sorte                                     |
| t     | /t/  | t, como em tempo                                     |
| u     | /u/  | u, como em último                                    |
| w     | /w/  | w, como em kiwi                                      |
| '     | /ʔ/  | a parada glotal presente em expressões como "ã-ã"    |

No dicionário da língua kwaio, são usados os caracteres especiais ⟨kʷ⟩, ⟨gʷ⟩, ⟨ŋ⟩ e ⟨ŋʷ⟩ ao invés dos dígrafos, mas em seu livro de gramática, é dada a preferência ao uso do alfabeto latino sem caracteres especiais por razões de maior facilidade para a digitalização; é dessa forma que a língua é escrita nos dias de hoje. Os sons [l] e [ɾ] não são fonemas distintos, sendo representadas no dicionário de Keesing apenas pelo grafema ⟨l⟩, mas o mais comum hoje é representar os dois sons separadamente na escrita. Em palavras emprestadas, sobretudo do inglês e do pijin, pode-se encontrar também a letra J, que representa o som /d͡ʒ/, além de encontros consonantais e que não acontecem normalmente em kwaio, como em Jisas Kraes [ˈd͡ʒisas ˈkɾaes] (Jesus Cristo, do inglês Jesus Christ).
As vogais são representadas da mesma forma como são escritas no alfabeto fonético internacional. Os encontros vocálicos são escritos simplesmente com a junção de dois grafemas vocálicos. Por conta da fonotática e tonicidade da língua, Keesing preferiu não utilizar o macron para representar vogais duplicadas, preferindo a duplicação do grafema apenas.

## Gramática
A morfologia do kwaio distingue principalmente duas classes: as bases e as partículas. As bases são os morfemas que carregam os significados das palavras, e são, em sua maioria, dissílabas, havendo alguns poucos casos de bases trissílabas, normalmente resultando de uma afixação histórica. As partículas são um conjunto de afixos e palavras que se unem às bases para marcar a relação entre palavras e frases.

### Pronomes

#### Pronomes pessoais e possessivos
Os pronomes pessoais em kwaio podem ser classificados semanticamente em número (singular, dual, trial/paucal ou plural), e em pessoa (primeira inclusiva, primeira exclusiva, segunda ou terceira), totalizando 15 diferentes funções semânticas para os pronomes. Também é possível separar os pronomes sintaticamente em quatro grupo: pronomes de referência ao sujeito, pronomes focais, pronomes de objetos e pronomes possessivos.
Para os pronomes de sujeito, há uma distinção entre pronomes focais e pronomes de referência. Os pronomes de referência são aqueles que precedem o verbo e fazem sua ligação com o sujeito. Os pronomes focais substituem substantivos como núcleo de um sintagma, sendo redundantes em frases verbais onde o pronome de referência equivalente já é utilizado. Observe-se a tabela abaixo:
| Número   | Pessoa   | Focal     | Referência | Equivalente em português     |
| -------- | -------- | --------- | ---------- | ---------------------------- |
| Singular | 1ª       | (i)nau    | ku         | eu                           |
| Singular | 2ª       | (i)'oo    | ko ou 'oi  | tu                           |
| Singular | 3ª       | ngai(a)   | ka ou e    | ele(a)                       |
| Dual     | 1ª incl. | ('i)da'a  | golo       | eu e tu                      |
| Dual     | 1ª excl. | ('e)me'e  | mele       | eu e outra pessoa            |
| Dual     | 2ª       | ('o)mo'o  | molo       | vocês dois                   |
| Dual     | 3ª       | ('i)ga'a  | gala       | eles dois/elas duas          |
| Paucal   | 1ª incl. | ('i)dauru | goru       | nós (poucos, incluindo você) |
| Paucal   | 1ª excl. | ('e)meeru | meru       | nós (poucos, sem você)       |
| Paucal   | 2ª       | ('o)mooru | moru       | vocês (poucos)               |
| Paucal   | 3ª       | ('i)gauru | garu       | eles/elas (poucos)           |
| Plural   | 1ª incl. | gia       | ki         | nós (incluindo você)         |
| Plural   | 1ª excl. | ('i)mani  | mi         | nós (excluindo vocês)        |
| Plural   | 2ª       | ('a)miu   | mu         | vocês                        |
| Plural   | 3ª       | gila      | (gi)la     | eles/elas                    |

- os parênteses nos pronomes focais indicam uma parte opcional do pronome, usada normalmente para ênfase;
- os pronomes de referência da terceira pessoa do singular podem ser usadas praticamente sem distinção entre si, mas ka é preferível em orações verbais (antes de verbos transitivos ou intransitivos) e e é preferível em orações nominais (antes de verbos de estado ou de ligação);
- o pronome de referência da segunda pessoa do singular ko é usado junto com o pronome focal 'oo, enquanto 'oi é usado nos outros casos;
- quando o pronome focal é usado junto com o pronome de referência, eles podem sofrer uma contração:
  - ngai(a) + e → ngaie ou ngae,
  - nau + ku → naku,
  - 'oo + ko → 'oko,
- quando um pronome de referência segue a partícula ma ("e"), é utilizado normalmente, exceto pelas contrações ma + ko → moko ou moo, e ma + e → mee.

Pronomes acusativos e possessivos funcionam como sufixos que se unem às bases que complementam. Quando o núcleo do objeto direto é um substantivo comum explícito, usa-se apenas o pronome acusativo da terceira pessoa do singular; quando o núcleo é implícito, usa-se o pronome adequado em pessoa e número (caso o objeto seja animado e não-singular). Abaixo estão os sufixos pronominais dessa classe:
| Número   | Pessoa   | Acusativo  | Sufixo pronominal |
| -------- | -------- | ---------- | ----------------- |
| Singular | 1ª       | -nau       | -gu               |
| Singular | 2ª       | -'o        | -mu               |
| Singular | 3ª       | -a [-'i]   | -na [-i]          |
| Dual     | 1ª incl. | -'ada'a    | -da(a)'a          |
| Dual     | 1ª excl. | -'eme'e    | -me(e)'e          |
| Dual     | 2ª       | -'omo'o    | -mo(o)'o          |
| Dual     | 3ª       | -'aga'a    | -ga(a)'a          |
| Paucal   | 1ª incl. | -'adauru   | -dauru            |
| Paucal   | 1ª excl. | -'eme(e)ru | -meru             |
| Paucal   | 2ª       | -'omo(o)ru | -moru             |
| Paucal   | 3ª       | -'agauru   | -gauru            |
| Plural   | 1ª incl. | -gia       | -da               |
| Plural   | 1ª excl. | -'amani    | -mani             |
| Plural   | 2ª       | -'amiu     | -miu              |
| Plural   | 3ª       | -ga        | -ga [-ni]         |

- as vogais entre parênteses são duplicações opcionais;
- para posse inalienável, o sufixo é unido diretamente ao substantivo, enquanto para posse inalienável, o sufixo é unido a uma partícula possessiva;
- os sufixos da terceira pessoa do singular -a e -na são usados apenas para referenciar objetos já citados anteriormente, para um objeto impessoal ou indefinido, utilizam-se os sufixos -'i e -i, respectivamente.

### Substantivos
Substantivos em kwaio são classificáveis principalmente entre pessoais e comuns. Substantivos comuns são divisíveis em ainda mais classes, de acordo com características como modo de possessão (alienável ou inalienável), animacidade (animado ou inanimado) ou quantidade (contável ou incontável).

#### Substantivos pessoais
Substantivos pessoais são aqueles que representam nomes de pessoas e respondem à pergunta "ni dai?" ("quem?"). Esses substantivos sempre aparecem precedidos por um de quatro artigos pessoais, exceto quando usados para referências diretas. O artigo la é usado para nomes de humanos masculinos, o artigo n, antes de nomes femininos, ou antes do pronome interrogativo dai ("quem?"), sem marca de gênero, e na é uma forma neutra, usada opcionalmente antes de um pseudônimo de um ancestral, também usado para animais de estimação. Exemplos:
- la Ba'efaka = sr. Ba'efaka;
- ni Boori'au = sra. Boori'au;
- ni dai? = quem?;
- na Amadia = um ancestral com pseudônimo "Amadia";
- la longu = "fulano" (um nome masculino hipotético);
- ni longu = "fulana" (um nome feminino hipotético).

#### Substantivos comuns
Substantivos comuns são aqueles que respondem à pergunta taa? ("o quê?"). Eles podem ser classificados por suas características, como animacidade (animado ou inanimado), modo de possessão (alienável ou inalienável) ou pela forma de expressar a quantidade (contáveis ou incontáveis).
A classificação por modo de possessão se dá através da distinção entre alienável e inalienável. Os substantivos inalienáveis, em sua maioria designando partes do corpo ou membros da família, são aqueles cuja posse não pode ser tirada. Para esses substantivos inalienáveis, a posse é marcada pela sufixação direta do pronome possessivo: nima (mão) → nimagu (minha mão), 'ae (perna) → 'aemu (tua perna). Os substantivos alienáveis são aqueles cuja posse pode ser tirada, constituindo a maioria dos substantivos da língua. A posse inalienável é marcada com a afixação do pronome à partícula possessiva -a: 'ifi (casa) → 'ifi agu (minha casa), boo (porco) → boo amu (teu porco). É importante notar que a distinção entre modo de possessão não é fixa para todos os substantivos, e alguns podem se manifestar das duas formas em contextos diferentes.
A classificação por animacidade separa os substantivos de alta animacidade, que representam humanos ou seres sencientes. Esses substantivos são referenciados por pronomes de referência concordando em número e pessoa, e substituíveis por pronomes focais com a mesma concordância, enquanto o resto dos substantivos, quando sujeitos, são sempre referenciados pelos pronomes da terceira pessoa do singular ka ou e.
A classificação por forma de contagem distingue os substantivos contáveis (ou individuais) e incontáveis (ou de massa). Substantivos contáveis podem ser marcados por números ou pelo artigo plural ni: 'ifi (casa) → rua 'ifi (duas casas), o'a (irmão mais velho) → oru o'agu (meus três irmãos mais velhos), 'ai (árvore) → ni 'ai (árvores). Substantivos incontáveis, por sua vez, não podem ser enumerados, como one (areia), asi (água do mar) ou wado (terra).

#### Reduplicação nominal
A reduplicação de substantivos é relativamente rara, exceto para partes do corpo "em pares": 'aena (perna dele) → 'aa'aena (pernas dele), nimagu (minha mão) → niinimagu (minhas mãos). Em outros casos, a reduplicação indica uma mudança de significado:`
- waa (cobra) → waawaa (minhoca ou larva);
- go'u (taro)  → go'ugo'una (broto de taro);
- te'ena (casca) → te'ete'ena (casca de coco).

### Verbos
Os verbos em kwaio podem ser categorizados em verbos de ação e verbos de estado. Os verbos de ação, por sua vez, podem ser subdivididos entre verbos transitivos e verbos intransitivos. Um verbo sempre é precedido por um pronome de referência ao sujeito, exceto quando há uma partícula de marcação de tempo ou aspecto entre eles, sendo o pronome referencial parte do predicado verbal da frase.

#### Verbos transitivos
Os verbos transitivos são aqueles que, em orações simples, regem dois sintagmas: o do sujeito e o do objeto direito. Os dois sintagmas podem ser ocultos em frases com verbos transitivos, mas devem ser explicitados através dos pronomes de referência ao sujeito e de objeto. Para verbos transitivos, as únicas partículas obrigatórias são o pronome de referência ao sujeito antes e o pronome de objeto sufixado:
- takwe (cavar) → nau ku takwea kiru (eu cavo um buraco); nau ku takwea fou (eu cavo uma pedra);
- 'ui (atirar) → 'oo ko 'uia langasi (você atira em um pássaro); 'oo ko 'uinau (você atira em mim).

A forma mais comum de se conjugar um verbo normalmente transitivo é afixar diretamente o pronome de objeto, porém, em alguns casos, um dos dois sufixos de transitividade são usados entre o verbo e o pronome. Acredita-se que a língua proto-oceânica sempre utilizava sufixos para indicar a transitividade dos verbos, mas isso se perdeu nas línguas filhas, incluindo o kwaio, e esses sufixos têm hoje apenas uma função semântica. O primeiro sufixo é -Ci- com suas alomorfes (-fi-, -mi-, -ni-, -ngi-, -ri-, -si-, -'i-, -di- e -i-), e o segundo é -(C)e'eni- com suas alomorfes (-fe'eni-, -me'eni-, -ne'eni-, -nge'eni-, -le'eni-, -te'eni-, -we'eni-, e -e'eni-). O uso desses sufixos modifica o significado do verbo, e torna transitivo um verbo normalmente intransitivo. Alguns verbos usam mais de um sufixo para significados diferentes, e não há um padrão fonológico ou semântico exato para o uso, sendo praticamente arbitrária a escolha:
- filoa (espremer), filosia (torcer), filote'enia (pressionar em busca de respostas, como num interrogatório);
- dalaa (chamuscar), dalame'enia (queimar os tocos de algum lugar), dalange'enia (deixar de lado, omitir).

#### Verbos intransitivos
Os verbos intransitivos são aqueles que não necessitam de complemento verbal. Um verbo intransitivo pode ser formado a partir de uma raiz normalmente transitiva, sendo interpretada como a simples realização da ação, sem a especificidade de um objeto direto. Verbos intransitivos podem ter objetos indiretos e ser afixados com o primeiro sufixo (ou com o segundo, em raros casos) de transitividade para tornarem-se transitivos, mudando por muitas vezes o seu sentido.
- leka (ir) → lekafia (ir atrás de);
- nigi (chegar) → nigifia (possuir, de um ancestral tomando posse);
- naru (banhar-se) → narufia (lavar);
- riu (passar) → riufia (ultrapassar, tornar-se melhor que);
- fanga (comer) → fangaria (alimentar);
- fana (caçar) → fanasia (atirar);
- afe (fluir) → afesia (carregar);
- ani (chorar) → anisia (chorar por).

O kwaio tem um prefixo causativo fa'a, que muda o significado de verbos intransitivos para "fazer alguém realizar a ação". O verbo leka, por exemplo, significa "ir", enquanto fa'aleka significa "fazer ir": nau ku leka (eu vou) → ngai e fa'alekanau (ele me faz ir).

#### Verbos de estado
Verbos de estado em kwaio são normalmente traduzíveis como "ser ..." ou "estar ..." e indicam estados ou características do sujeito. Diferentemente dos verbos intransitivos, os verbos de estado não podem reger objetos indiretos. Alguns exemplos de verbos de estado são:
- le'a = ser bom;
- abu = ser tabu;
- mou = estar quebrado;
- 'ago'ago = ser/estar quente;
- gwari = ser/estar frio;
- ba'ita = ser grande;
- biri = ser velho (para uma coisa);
- kooko'o = ser velho (para uma pessoa);
- 'uutaa = ser/estar como? (interrogativo);
- 'amoe = inexistir, não ser.

Verbos de estado também podem receber um sufixo de transitividade para se tornarem transitivos:
- ma'u (estar com medo) → ma'unia (temê-lo);
- odo (ser reto) → odo'ia (arretá-lo);
- 'ago'ago (estar quente) → 'agofia (aquecer).

#### Verbos preposicionais
Assim como em outras línguas oceânicas, há uma classe de palavras que age morfologicamente como verbos transitivos, com a sufixação do pronome objeto, mas que são traduzíveis como preposições:
- 'ani- = com (caso instrumental);
- suri- = junto, sobre, em, com;
- 'usi- = contra, em nome de;
- dari- = para;
- agi- = entre (raro);
- susu- = durante, no período de (raro);
- etc.

Algumas palavras usam o primeiro sufixo de transitividade:
- fe'eni- = junto de;
- fa'asi- = longe de;
- fonosi- = contra;
- faafi- = no topo de;
- 'oofi- = procurando por;
- dolari- = entre;
- galani- = perto de;
- 'afui- = em volta de;
- etc.

#### Marcadores
O tempo em kwaio não costuma ser marcado de forma muito explícita, sendo muitas vezes implícito contextualmente. Dessa forma, a frase ngaia ka leka pode significar, a depender do contexto, "ele vai", "ele está indo", "ele foi"... Contudo, há formas de tornar o tempo e aspecto do verbo explícitos.
A partícula ta('a) é usada para marcar que a ação será realizada no futuro. A forma completa ta'a é usada em uma fala mais lenta e formal, enquanto coloquialmente é mais usada a forma ta- ou alguma alomorfe prefixada ao pronome de referência, normalmente sofrendo contração com o pronome:
- nau taku takwea ou nau ta'a ku takwea = eu cavarei;
- 'oo to'o agea ou 'oo ta'a agea = você fará;
- ngai te'e agea ou ngai ta'a e agea = ele fará;
- gila tala leka ou gila ta'a gila leka = eles vão;

A partícula bi'i posta após o pronome de referência pode ser usada com ou sem a partícula de futuro. Quando usada só, a partícula indica uma ação completada recentemente, algo que "acabou de ser feito". Usada em conjunto com a partícula de futuro, tem um sentido de uma ação que será realizada em breve:
- ngai e bi'i agasia = ele acabou de vê-lo;
- ngai e bi'i nigi = ele acabou de chegar;
- ngai te'e bi'i nigi = ele chegará em breve;

### Locativos
Para usar um substantivo como locativo, usa-se a partícula locativa i, tanto para substantivos próprios quanto para comuns:
- i 'Ola'o = em 'Ola'o
- i Aoki = em Auki
- i Sinalagu = em Sinalagu
- i 'ifi agu = na minha casa
- i kalonga = na floresta

Há algumas palavras, tratadas como substantivos, que expressam posição relativa:
- i na'o = na frente
- i buri = atrás
- i lalo = num espaço intermediário
- i sae = no meio
- i langi = no espaço acima

Para expressar uma posição relativa ao falante, usam-se os dêiticos mai e kau:
- mai indica uma maior proximidade com o falante: ngaria mai = traga-o (para perto)
- kau indica uma menor proximidade com o falante: ngaria kau = pegue-o, leve-o

Há também outros dêiticos relativos à posição vertical, como lolo'o ("ali em cima"), lofo'u (ali embaixo), 'ala'a (para cima), 'aisifo ("para baixo"). Estes dois últimos também são usados para falar sobre direções dentro da ilha de Malaita, onde 'aisifo é para o noroeste e 'ala'a é o sudeste, pois na concepção dos kwaio o nordeste fica para baixo e o sudeste, para cima.
A diferenciação entre próximo e distante, ou seja, a diferenciação entre aqui e lá, isto e aquilo, se baseia na alternância entre l/r e n nas construções lo'ori (aqui) e no'ona (lá) e suas variantes:
- 'ifi lo'oo = esta casa
- ta'a no'ona = aquelas pessoas
- arua lo'oo = ponha-o aqui
- agea no'ona = faça isso lá

- ifi le'e ba'ita = esta casa é grande (le'e é uma forma contraída de lo'o com o pronome de referência e)

### Sentenças
O kwaio tem um alinhamento nominativo-acusativo, ou seja, o sujeito de orações intransitivas é tratado de forma morfologicamente semelhante ao agente de orações transitivas. A ordem das palavras normalmente seguida é sujeito-verbo-objeto, podendo haver também componentes adicionais nas orações, como o objeto indireto, um local ou um tempo.
Em frases declarativas, o sintagma do verbo deve conter um pronome de referência ao sujeito e, no caso de verbos transitivos, um pronome de objeto, além de um marcador opcional de aspecto ou tempo. Como sujeito e objeto são explicitados no sintagma do verbo, este é o único sintagma obrigatório em uma oração: as frases ku aga'o (eu olho para você), ngaia leka (ele/ela vai) e golo takwea (eu e você o cavamos), por exemplo, têm seu sentido completo.
Em frases com predicado nominal, ou seja, frases onde o verbo principal é um verbo de estado, o sintagma do verbo se comporta da mesma forma que de um verbo intransitivo, tendo apenas um sujeito e complementos, sem objeto direto: 'ifi no'ona e ba'ita (essa casa é grande), tarusi e gwari (a água está fria). Uma exceção para isso são as frases comparativas, onde se usa o verbo auxiliar riufi com um objeto direto: la 'Ubuni e tegela riufiua la Dione ('Ubuni é mais forte que Dione).
Frases sem verbo costumam ser interrogativas, locativas ou equacionais. Para as duas últimas, usa-se o pronome focal como forma de ligação entre o sujeito e seu predicado:
- wane ngai i asi = o homem está na costa;
- boo no'ona ngai lego = esse porco é um porco selvagem.

#### Frases interrogativas
Frases interrogativas não têm uma marcação sintática, sendo diferenciadas apenas pelo tom pronunciado, assim como no português ou no espanhol. No entanto, uma ênfase maior pode ser dada à pergunta usando a partícula 'efee'ua:
- ini amu te'e leka i Uru = sua sobrinha vai a Uru;
- 'eefee'ua, ini amu te'e leka i Uru? = diga, sua sobrinha vai a Uru?

Para perguntar sobre "quem", ou seja, uma pergunta que espera uma pessoa como resposta, usa-se a partícula interrogativa dai precedida pelo artigo pessoal ni:
- ni dai ne'e agea? = quem fez isso?
- ngaia ka kwa'ia ni dai? = quem ele acertou?
- 'oo to'o kwatea fani dai? = você dará isso a quem?
- to'o leka fe'enia ni dai? = você vai com quem?

A partícula interrogativa taa é usada de forma semelhante, mas para perguntar sobre sujeitos e objetos inanimados, ou em perguntas como "o quê" ou "qual":
- 'oo agasia taa? = você vê o quê?
- gala ru'u 'oofia taa? = eles estão caçando o quê?
- 'oo anisia taa? = você chora pelo quê?

Em frases onde o interrogativo está no começo, seja por ser o sujeito ou outro componente destacado, é usada a palavra 'ola, que significa coisa, ficando 'ola taa traduzido literalmente como "qual coisa":
- 'ola taa ngai e meku? = o que é essa coisa vermelha?
- 'ola taa 'oo agasia? = o que é que você vê?
- 'ola taa gala ru'u 'oofia? = o que é que eles estão caçando?
- 'ola taa 'oo anisia? = pelo que você está chorando?

Para perguntar "qual ...", é possível usar o substantivo seguido por ngai taa:
- 'ifi ngai taa tagoio eno ai? = em qual casa dormiremos?
- omea ngai taa 'oo to'o daria ai? = em qual festa mortuária você a conheceu?
- late'e sutiaeti ngai taa to'o sugaa? = qual tipo de tocha você quer? (late'e ... significa "tipo de ...").

Para perguntar por tempo ("quando"), usa-se a partícula naanita no final da frase, ou, às vezes, a construção (naa) alata taa (lit. "em que momento?"):
- to'o fane naanita? ou naa alata taa to'o fane ai? = quando você vai subir (a colina)?

- tagala ori mai naanita? ou naa alata taa tagala ori mai? = quando eles dois voltarão?

É comum usar o objeto oblíquo fana taa (para quê?) para perguntar "por quê". Além disso, é possível usar também outras construções semelhantes, como du'ana taa ("em troca de quê?") ou tofuna taa ("por causa do quê?"):
- gala 'akwa fana taa? = por que eles dois correram?

- tala leka fana taa? = por que eles irão?

Há também a partícula 'efee'ua, que significa "por quê?", sendo usada na posição inicial de frases: ambas as frases 'oo ma'asini leka fe'enia tofuna taa? e 'efee'ua 'oo ma'asini leka fe'enia? significam "Por que você não quer ir com ele?".
Para perguntar "onde", usa-se ni fai, enquanto i fai é usado para perguntar "de onde":
- 'oo leka ni fai? = aonde você vai?
- ngaia ka arua ni fai? = onde ele pôs isso?
- tagaru leka mai i fai? = eles virão de onde?

Para perguntar "como", usa-se o verbo de estado 'uutaa:
- laesi e 'uutaa? = como está o arroz?
- ngaia ka age 'uutaa ai? = como ele fez isso?

Para "quantos", é usado o interrogativo fita no início da frase:
- fita boo ngai amu? = quantos porcos você tem? (lit. quantos porcos são seus?).
- fita wane ka eno? = quantos homens estão dormindo?

#### Negação
Para responder negativamente uma pergunta de sim ou não, usa-se a palavra 'amoe. Para negar uma frase declarativa, basta adicionar a partícula 'ame entre o pronome de referência ao sujeito e o verbo:
- ngai e 'ame nigi naaboni = ele não chegou ontem;
- nau ku 'ame agasia ku'ito ai = eu não vi um cachorro ali;
- e 'ame le'a = isso não é bom.

Para negar uma frase sem verbo, há algumas estratégias: respondendo uma pergunta de sim ou não, normalmente se responde com a correção da informação, por exemplo: ngaia la Basilamo? ("ele é Basilamo") pode ser respondido com 'amoe, ngaia la Ba'efaka ("não, ele é Ba'efaka"). Com esse mesmo padrão de correção de informação, é possível dizer ngaia la Ba'efaka, la Basilamo 'amoe ("ele é Ba'efaka, não Basilamo").  Além desses casos, a forma mais comum de negar frases sem verbo é usar 'amoe como uma espécie de verbo auxiliar, significando "não ser" ou "não estar", como em ngaia 'amoe i Aoki (ele não está em Auki).
Existe também a partícula sia ... mone, que é uma partícula de impossibilidade, sendo traduzível como "não pode", seja por incapacidade ou por proibição:
- ngai sia leka mone ai = ela não pode ir para lá;
- 'oo sia agea mone = você não pode fazer isso.

## Vocabulário

### Bíblia
Uma versão do novo testamento traduzida em kwaio foi publicada na páscoa de 2014 pela Wycliffe International sob o nome Fatalana God ("palavra/linguagem de Deus", em kwaio).
| Kwaio | Portguês (ARA)                                                                           |
| --- | ---------------------------------------------------------------------------------------- |
| "Alata moru fo'a, tamoru fata 'ilo'oo, Mama'a ameeru 'i Langi, Meeru meru siria ta'a lo'oo te'efou 'agila fa'aba'itaa latamu, tofuna ngaia 'e abu 'e iiki. | Portanto, vós orareis assim: Pai nosso, que estás nos céus, santificado seja o teu nome; |
| Meeru miru siria 'i'oo 'ani ba'ita fafia mangona ta'a lo'oo te'efou. Ma nga kwaisiriinga amu 'ani lau no'o 'i wado 'ilaka'u la'u mola 'i Langi.            | venha o teu reino; faça-se a tua vontade, assim na terra como no céu;                    |
| 'Oi kwatea mai fangalaa ne'e to'omia meeru fana gani lo'oo.                                                                                                | o pão nosso de cada dia dá-nos hoje;                                                     |
| Moko 'olafanataa na rianga ameeru, 'ilaka'u la'u mola na'a 'imeeru meru 'olafanataa na rianga na ta'a lo'oo te'efou na gila agea ni 'ola 'e ria ameeru.    | e perdoa-nos as nossas dívidas, assim como nós temos perdoado aos nossos devedores;      |
| 'I'oo sia alami 'ameeru mola fana lekanga 'ubulana irito'onga ne'e riufi 'ameeru. Ma 'i'oo 'ani fa'amoori 'ameeru fa'asia la Saetan."                      | e não nos deixes cair em tentação; mas livra-nos do mal!                                 |

| Kwaio | Português (ARA) |
| --- | --- |
| God 'e faate'enia nga kwaimaanga ba'ita aana fana nga ta'a te'efou fofona fanua lo'o 'i wado, ngai lo'oo ngaia 'e kwatea mai nga Wela mouta'i aana, fana ni dai na'a gila tagoto'o ana, 'ato 'agila mae, tafe'ua ma tagila momoori firi. (Jon 3:16) | Porque Deus amou ao mundo de tal maneira que deu o seu Filho unigênito, para que todo o que nele crê não pereça, mas tenha a vida eterna. (João 3:16) |
| Ngaia lo'oo, moru leka, ma moru ka fa'ananaua nga ta'a te'efou na fanua lo'oo te'efou, fana 'i gila nga ta'a ngaa'i na fufu'iwane agu la'u mola. Ma moru naruabu aga 'ania latana nga Mama'a, ma nga Wela, ma nga Anoe 'ola Abu. Ma mooru fa'ananauga fana 'agila lo'o suria ni 'ola lo'oo te'efou na 'inau ku fa'ananaua mooru 'ania. Ma nau taku nana'i fe'eni amooru leleka maka nigi na nga fa'asuilana nga fanua lo'oo 'i wado. (Matiu 28:19-20) | Ide, portanto, fazei discípulos de todas as nações, batizando-os em nome do Pai, e do Filho, e do Espírito Santo; ensinando-os a guardar todas as coisas que vos tenho ordenado. E eis que estou convosco todos os dias até à consumação do século. (Mateus 28:19-20) |
| Tafe'ua, moru kwaisirii ba'ita fana nga mooringa lo'oo God ngaia 'e ba'ita fafia fe'enia agelana nga 'ola 'e odo. Moru kwaisirii fani 'ola lo'oo 'ania riufia ni 'ola kwaitatari te'efou, ma ngaia te'e kwatea ni 'ola te'efou na mooru bo'obo'o fai famooru. (Matiu 6:33) | Buscai, pois, em primeiro lugar, o seu reino e a sua justiça, e todas estas coisas vos serão acrescentadas. (Mateus 6:33) |
| Ma la Jisas 'e lamadu'aa maka 'ilo'oo, “Nau no'o na nga tala, mai nau nga to'onga, ma kua kwatea nga mooringa fana nga ta'a. Te'efuta wane 'e sia leka mola te'ana Mama'a agu lauta ngaia 'ame leka mai te'agu. (Jon 14:6) | Respondeu-lhe Jesus: Eu sou o caminho, e a verdade, e a vida; ninguém vem ao Pai senão por mim. (João 14:6) |
| Nau ku to'omia la'u mola fana nga agelana nga 'ola lo'oori te'efou, suria la Jisas Kraes ne'e fa'ategela nau. (Filipae 4:6) | tudo posso naquele que me fortalece. (Filipenses 4:6) |
| Ngaia lo'oo, fu'uwane goru futa 'amooru fa'ategela nga tagoto'onga amooru, ma amoru ula tegela. Ma amoru taunga'i tegela furifuri na nga taunga'inga 'amooru fana Alafa, suria 'amooru moru su'aai taunga'inga 'amooru fana nga Alafa ngaia 'ame fusi. (1 Korin 15:58) | Portanto, meus amados irmãos, sede firmes, inabaláveis e sempre abundantes na obra do Senhor, sabendo que, no Senhor, o vosso trabalho não é vão. (1 Coríntios 15:58)                                                                                                 |

### Numeração
Para quantificação, os numerais são utilizados da seguinte forma:
- te'e, um;
- rua, dois;
- oru, três;
- fai, quatro;
- nima, cinco (lit. mão);
- ono, seis;
- fiu, sete;
- kwaru, oito;
- mule, nove;
- akwale'e, dez.

Os mesmos numerais são usados na contagem, exceto um (para contagem, eta) e dez (para contagem, tangafuru). Para expressar números maiores que 10, usa-se o seguinte padrão:
- akwale'e 'ola ma rua ai, doze coisas (lit. dez coisas e duas lá)
- rua akwale'e 'ola, vinte coisas (lit. dois dez coisas)
- nima akwale'e ma kwaru ai, cinquenta e oito coisas (lit. cinco dez coisas e oito lá)

Para numerais ordinais, adiciona-se o sufixo -na ao número usado na contagem:
- etana, primeiro;
- ruana, segundo;
- oruna, terceiro;
- faina, quarto;
- nimana, quinto;
- ono, sexto;
- fiuna, sétimo;
- kwaru, oitavo;
- mule, nono;
- tangafuru, décimo.